# Stenöresjön
Stenöresjön är en sjö i Strömsunds kommun i Jämtland och ingår i Ångermanälvens huvudavrinningsområde. Sjön har en area på 0,0971 kvadratkilometer och ligger 413,1 meter över havet.

## Delavrinningsområde
Stenöresjön ingår i det delavrinningsområde (713760-143348) som SMHI kallar för Utloppet av Lill-Vattnet. Medelhöjden är 518 meter över havet och ytan är 9,05 kvadratkilometer. Räknas de 3 avrinningsområdena uppströms in blir den ackumulerade arean 27,95 kvadratkilometer. Vattendraget som avvattnar avrinningsområdet har biflödesordning 4, vilket innebär att vattnet flödar genom totalt 4 vattendrag innan det når havet efter 296 kilometer. Avrinningsområdet består mestadels av skog (95 procent). Avrinningsområdet har 0,34 kvadratkilometer vattenytor vilket ger det en sjöprocent på 3,8 procent.